# Trambrug
Een trambrug is een brug gebouwd voor een tramlijn voor het kruisen van een waterweg of ander obstakel.
Zie ook: spoorbruggen in Nederland.
| Brug                   | Lengte (m) | Grootste overspanning (m) | Locatie          | Overspant            | Opening | Opmerkingen | Afbeelding |
| ---------------------- | ---------- | ------------------------- | ---------------- | -------------------- | ------- | --- | ---------- |
| Enneüs Heermabrug      | 230        | 75                        | Amsterdam-IJburg | Buiten-IJ            | 2001    | Brug in IJtram-verbinding van het GVB (Amsterdam)                                                                                               |            |
| Tollensbrug            | 60         | 30                        | Diemen           | Weespertrekvaart     | 1996    | Brug in de verbinding naar de Hoofdwerkplaats Rail van het GVB (Amsterdam)                                                                      |            |
| Tramviaduct Aerdenhout | 25         |                           | Aerdenhout       | Oude lijn            | 1899    | Viaduct in de tramlijn Amsterdam - Zandvoort van de Noord-Zuid-Hollandse Vervoer Maatschappij; afgebroken 1957                                  |            |
| Trambrug Bennebroek    | 25         |                           | Bennebroek       | Bennebroekervaart    | 1932    | Brug in de tramlijn Haarlem - Leiden van de Noord-Zuid-Hollandse Vervoer Maatschappij; buiten gebruik 1949, heropening als voetgangersbrug 2015 |            |
| Trambrug Schipluiden   | 60         | 60                        | Schipluiden      | Vlaardingervaart     | 1912    | Brug in de tramlijn Maaslandse Dam - Delft van de Westlandsche Stoomtramweg Maatschappij; sinds 1974 fietsbrug                                  |            |
| Jutphasespoorbrug      | 190        | 140                       | Utrecht          | Amsterdam-Rijnkanaal | 1983    | Brug in de Sneltramlijn Utrecht – Nieuwegein / IJsselstein                                                                                      |            |